# (7899) Joya
(7899) Joya (1996 BV3) – planetoida z pasa głównego asteroid okrążająca Słońce w ciągu 3,59 lat w średniej odległości 2,34 j.a. Odkryta 30 stycznia 1996 roku.